# Eggkleiva
Eggkleiva este o localitate din comuna Skaun, provincia Sør-Trøndelag, Norvegia, cu o suprafață de 0,18 km² și o populație de 247 locuitori (2013).